# AuthorHouse
AuthorHouse, in precedenza nota come 1stBooks, è una casa editrice statunitense specializzata nell'autoedizione e nella stampa su richiesta di libri cartacei. È proprietà di Author Solution, una società controllata dalla Najafi Companies.

## Storia
Fondata a Bloomington nell'Indiana nel gennaio del 1997, a giugno stesso anno pubblicò il primo e-book gennaio 99, e due anni dopo avviò il servizio di print-on-demand per produrre libri cartacei.

Secondo il sito della casa editrice, a partire dal '97 sono stati pubblicati più di 70.000 titoli relativi a 50.000 autori.
A maggio del 2004, fu aperto una sede a Milton Keynes nel Regno Unito e a ottobre dell'anno seguente AuthirHouse si aggiudicò dl premio per le piccole imprese dell'anno alla Camera di Commercio dell'Indiana, vincendo anche il Silver Award nella categoria del settore terziario.
Il gruppo d'investimento californiano Bertram Capital ha acquistato AuthorHouse nel 2007 da Gazelle TechVentures, precedente proprietaria di AuthorHouse a partire dal 2002. Cinque anni più tardi, Bertram Capital fondò la società Author Solutions che acquisì il concorrente iUniverse, trasferendo la sua sede operativa a Bloomington nell'Indiana.
Glie-book e i libri cartacei sono acquistabili tramite il sito o tramite rivenditori terzi.

## Controversie
Ad agosto 2006 il tribunale distrettuale del Kansas ha condannato AuthorHouse al pagamento di 230.000$ a titolo risarcitorio all'autrice di romanzi Rebecca Brandewyne e di altri 20.000$ a ciascuno dei suoi genitori, e di ulteriori 240.000$ dollari in danni punitivi, a seguito della pubblicazione di un libro scritto dall'ex marito di Brandewyne, ritenuto "dannoso" e diffamatorio nei suoi confronti e dei suoi genitori.
Sebbene la sentenza abbia riconosciuto che AuthorHouse avesse adottato un modello di business che poneva in capo agli autori un maggior grado di responsabilità dei contenuti delle opere, nel caso di specie fu rilevato che AuthorHouse rimase neutrale anche dopo che venne portata a conoscenza del fatto che il libro potesse contenere frasi diffamatorie . 